# Chiesa di San Leonardo (Bore)
La chiesa di San Leonardo è un luogo di culto cattolico dalle forme neoclassiche, situato a Metti, frazione di Bore, in provincia di Parma e diocesi di Piacenza-Bobbio; è sede di una parrocchia compresa nel vicariato della Val Taro e Val Ceno.

## Storia
Il luogo di culto originario, collocato più a sud dell'edificio attuale, fu costruito entro il XII secolo, come testimoniato da alcuni documenti legali risalenti al 1180 e al 1192; all'epoca l'intero borgo costituiva un bene allodiale della chiesa stessa, che dipendeva dalla collegiata di Castell'Arquato.
La struttura, minacciata costantemente da frane tra il XVII e il XVIII secolo, si presentava in pessime condizioni verso la fine del secolo, tanto che nel 1801 il parroco Angelo Maccini promosse l'edificazione di un nuovo tempio più a nord; la prima pietra fu posata il 10 ottobre 1802 e cinque anni dopo la costruzione arrivò al tetto. La solenne cerimonia di consacrazione si svolse il 28 agosto del 1825, alla presenza del vescovo di Piacenza Lodovico Loschi.

## Descrizione

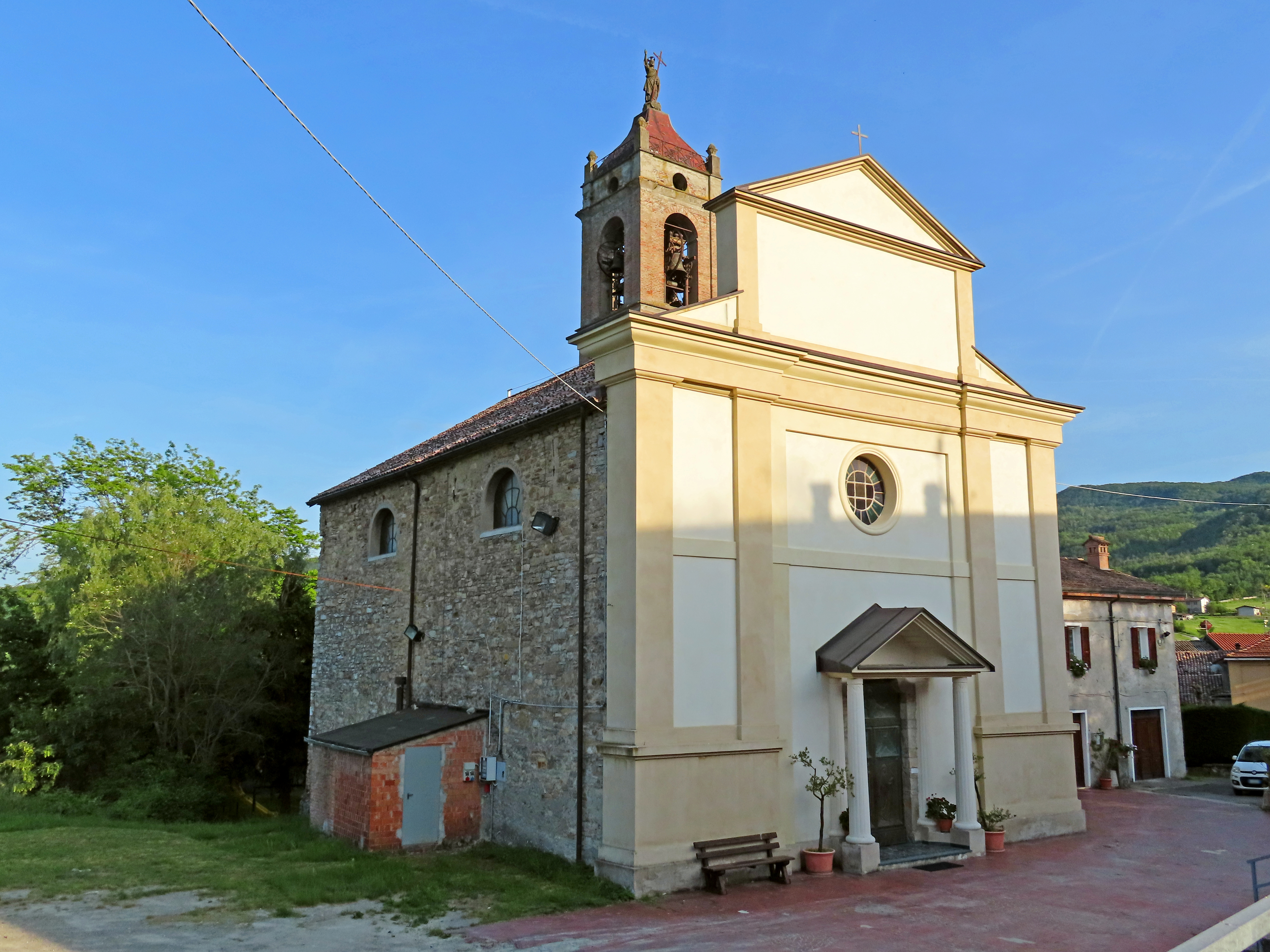
Facciata e lato nord

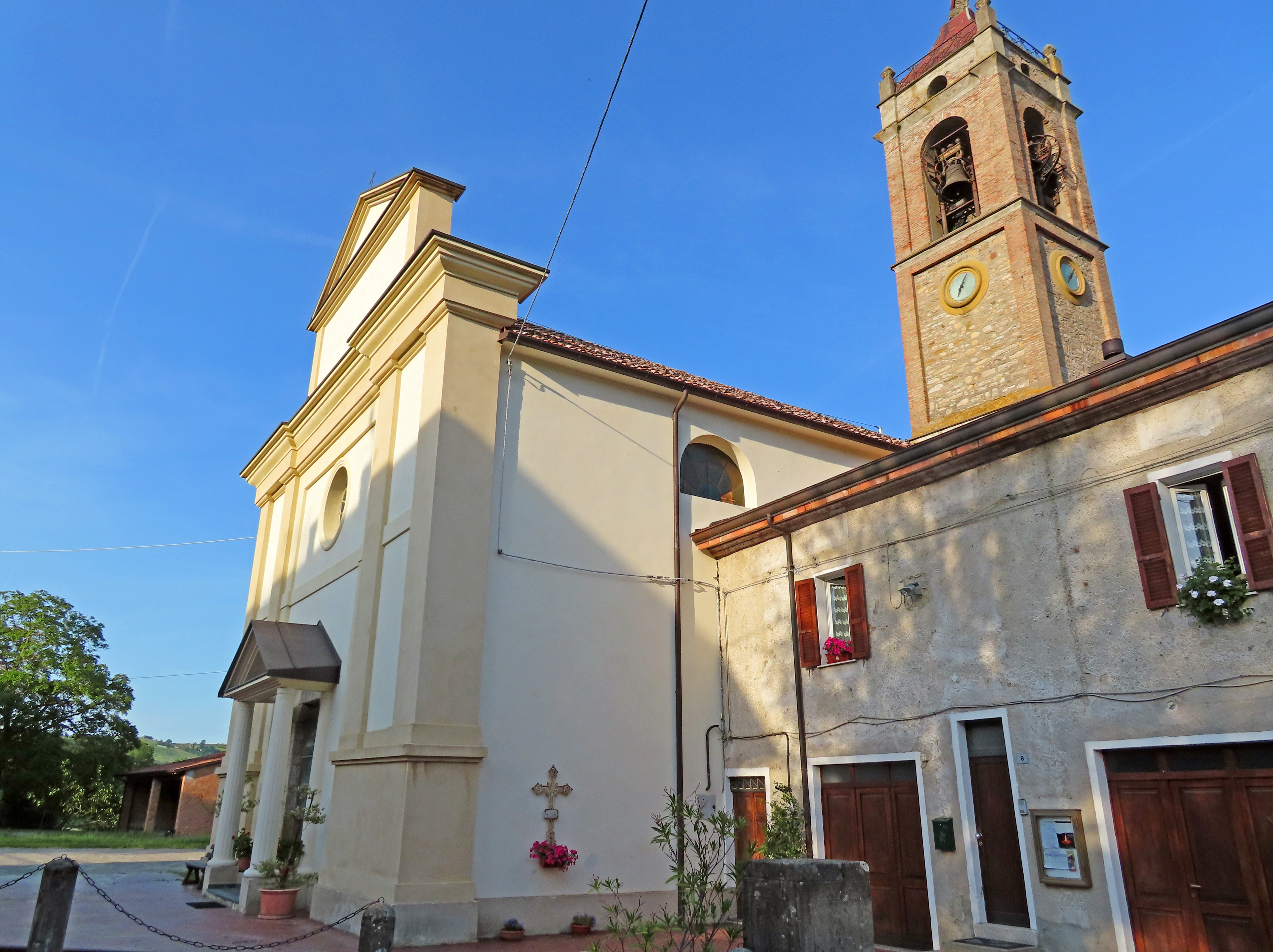
Facciata e lato sud

La chiesa si sviluppa su un impianto a navata unica affiancata da tre cappelle per lato, con ingresso a ovest e presbiterio absidato a est.
La simmetrica facciata a salienti, interamente intonacata, è suddivisa orizzontalmente in due parti da un cornicione modanato in aggetto. Inferiormente si elevano su alti basamenti continui quattro lesene coronate da sottili capitelli dorici; l'ampio portale d'ingresso centrale, delimitato da stipiti in conci di pietra, è preceduto da un protiro, retto da quattro colonne scanalate a sostegno del frontone triangolare; più in alto, sopra a un'ulteriore fascia marcapiano in lieve aggetto, si apre nel mezzo un rosone delimitato da cornice. Superiormente lo spazio è scandito da due lesene, su cui si imposta il timpano centrale di coronamento.
Il lato sinistro, rivestito in pietra, è caratterizzato dalla presenza di due finestre a lunetta in sommità; il prospetto opposto, intonacato, è affiancato dalla canonica e, sul fondo, dal campanile in pietra, che si eleva su tre ordini, scanditi da fasce marcapiano modanate e decorati con lesene sugli spigoli; la cella campanaria, affacciata sulle quattro fronti attraverso ampie monofore ad arco a tutto sesto, è coronata dalla cupola a cipolla in rame, su cui si innalza una statua raffigurante Cristo Redentore; alle estremità si trovano infine quattro piccole guglie.
All'interno la navata è coperta da cinque volte a crociera, decorate con affreschi rappresentanti motivi geometrici e medaglioni con angeli; ai lati si innalza una serie di lesene, decorate con finti marmi e coronate da capitelli dorici, a sostegno del cornicione perimetrale modanato in aggetto.
Le cappelle laterali, coperte da volte a botte dipinte, si affacciano sull'aula attraverso ampie arcate a tutto sesto; quelle sul lato destro sono intitolate alla Madonna della Guardia, a sant'Antonio da Padova e alla beata Vergine Addolorata, mentre quelle sul fianco sinistro sono dedicate al confessionale, a santa Teresa e al Sacro Cuore.
Il presbiterio, leggermente sopraelevato, è preceduto dall'ampio arco trionfale retto da pilastri dorici; coperto da volta a botte lunettata, ospita l'altare maggiore in marmi policromi, decorato con un bassorilievo in marmo di Carrara raffigurante Cristo benedicente. Sul fondo l'abside semicircolare è sormontata dal catino, ornato con affreschi a motivi geometrici.